# 台中端
台中端位於臺灣臺中市南區，為臺灣台63線指標0公里處的交流道，連接國光路、忠明南路，也是台63線之起點。
|            | 出口 台中端 |  | 潭子 豐原 大里 霧峰 |
| 臺中火車站 | 出口 台中端 |  |                     |